# Pogreby
Pogreby (białorus. Паграбы) – wieś w Polsce położona w województwie podlaskim, w powiecie hajnowskim, w gminie Kleszczele.

## Historia
Wieś królewska starostwa kleszczelowskiego w ziemi bielskiej województwa podlaskiego w 1795 roku. 
Według Pierwszego Powszechnego Spisu Ludności, przeprowadzonego w 1921 roku, miejscowość liczyła 32 domy i zamieszkałą przez 105 osób (53 kobiety i 52 mężczyzn). Wszyscy mieszkańcy miejscowości zadeklarowali wówczas białoruską przynależność narodową oraz wyznanie prawosławne. W okresie międzywojennym miejscowość nosiła nazwę Pohreby i znajdowała się w powiecie bielskim.
W latach 1975–1998 miejscowość administracyjnie należała do województwa białostockiego.
Wieś sąsiaduje bezpośrednio z miejscowością Żuki.
Prawosławni mieszkańcy wsi należą do parafii św. Mikołaja w Kośnej, a wierni kościoła rzymskokatolickiego do parafii św. Zygmunta w Kleszczelach.

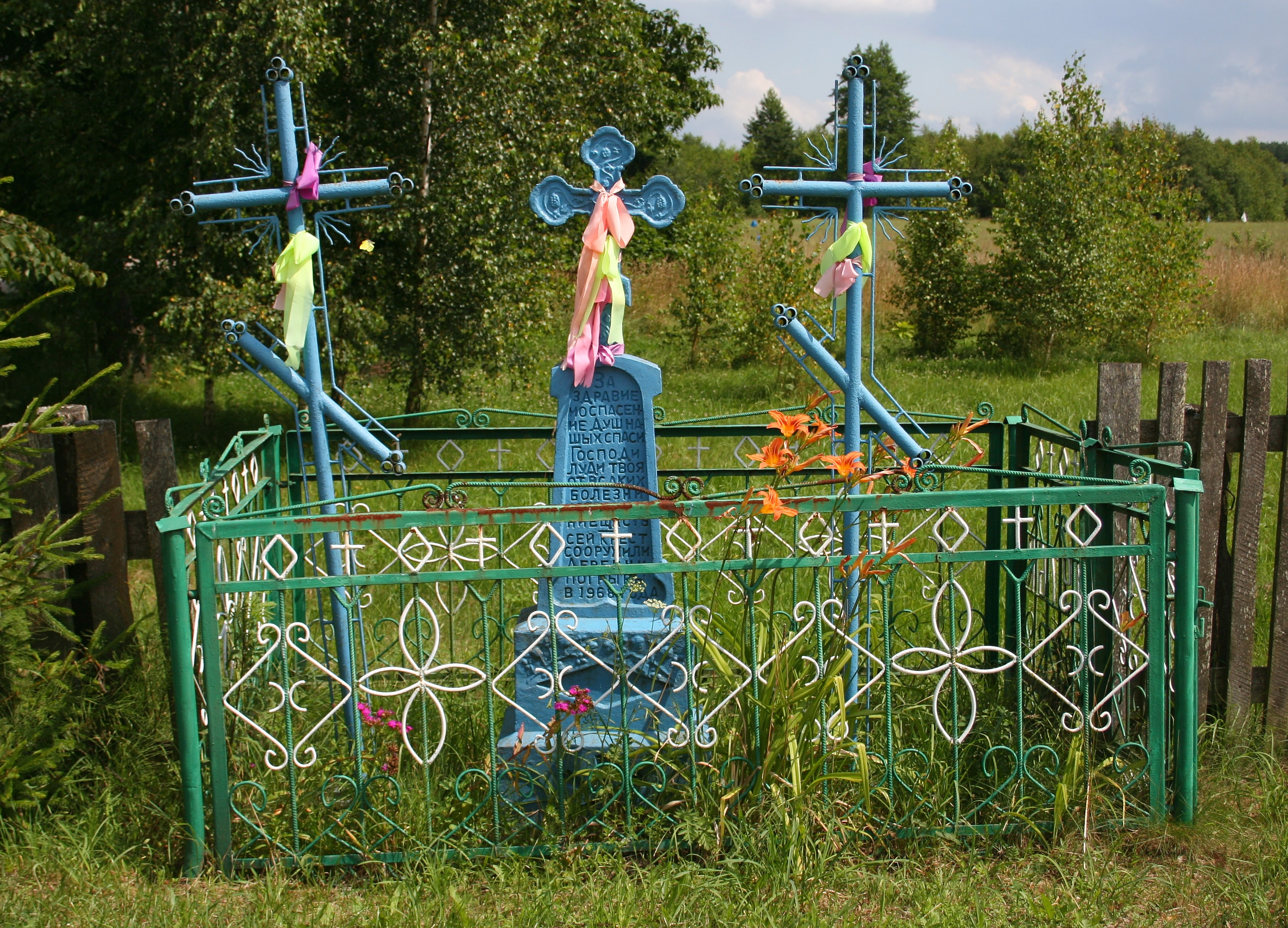
Krzyże przydrożne we wsi Pogreby